# اوکوود (جورجیا)
اوکوود، جورجیا (به انگلیسی: Oakwood, Georgia) یک شهر در ایالات متحده آمریکا با جمعیت ۳٬۹۷۰ نفر است که در جورجیا واقع شده‌است.

## موقعیت جغرافیایی
موقعیت جغرافیایی شهرها و مناطق اطراف به شرح زیر است: